# Joppa bilimeki
Joppa bilimeki là một loài tò vò trong họ Ichneumonidae.